# Miguel Ángel Fernández-Palacios
Miguel Ángel Fernández-Palacios Martínez (Las Palmas de Gran Canaria, 1 de octubre de 1965) es un diplomático español. Actualmente es el embajador de España en Italia. Ha sido embajador de España en la República Democrática del Congo y en Etiopía, con concurrencia también en las Seychelles y Yibuti; y embajador representante permanente de España en la OTAN.

## Biografía
Nació en Las Palmas de Gran Canaria el 1 de octubre de 1965.
Realizó sus estudios de primaria y secundaria en el Colegio Oficial Alemán en Las Palmas de Gran Canaria y posteriormente se licenció en Derecho en la Universidad Complutense de Madrid, en la que realizó su Doctorado en derecho. Además obtuvo un diploma en Relaciones Europeas por el Instituto Católico de París.

### Inicio de su carrera diplomática
En sus inicios en la carrera diplomática, fue destinado en las representaciones diplomáticas españolas en Argel (Argelia), La Haya (Países Bajos) y Tegucigalpa (Honduras). 

### Paso por Madrid
Ha sido jefe de área de Naciones Unidas y de Europa Occidental en el Ministerio de Asuntos Exteriores, y asesor para Asuntos Internacionales del Ministro de Defensa. En junio de 2005 fue nombrado director del gabinete del ministro de Defensa

### Embajador en Congo
Posteriormente fue nombrado embajador de España en la República Democrática del Congo. 
El marzo de 2017, el personal diplomático de la Embajada de España en Kinshasa, la capital de la República Democrática del Congo, fue evacuada después de que la sede recibiera el impacto de un obús. El Embajador Miguel Ángel Fernández-Palacios y el resto de funcionarios fueron desalojados en tanquetas por militares uruguayos de la misión de la ONU, en medio de una lluvia de disparos. Los evacuados fueron refugiados en un edificio bajo bandera de Naciones Unidas.

### Segundo paso por Madrid
Desde 2008 era director general del Gabinete del Presidente del Congreso de los Diputados, José Bono.

### Embajador en Etiopía
Durante dicho periodo, fue Embajador de España en Etiopía, Yibuti y Seychelles, así como representante Permanente Observador ante la Unión Africana.

### Representación Permanente de España ante la Unión Europea
Fue Consejero de Asuntos Parlamentarios en la Representación Permanente de España ante la Unión Europea.

## Condecoraciones
Está en posesión de varias condecoraciones nacionales:
- Gran Cruz del Mérito Naval con distintivo blanco.
- Encomienda de Número de la Orden de Isabel la Católica.
- Cruz de Oficial de la Orden del Mérito Civil.
- Cruz de la Orden de Isabel la Católica.
- Cruz del Mérito Policial con distintivo blanco.

Además, está en posesión de varias condecoraciones extranjeras: 
- Encomienda de la Orden José Cecilio del Valle de Honduras.
- Gran Oficial de la Orden del Libertador San Martín de la República Argentina.
- Caballero de la Orden del Mérito de la República Italiana.
- Gran Oficial de la Orden del Mérito de la República de Chile.